# Ígor Akhremtxik
Ígor Akhremtxik (rus: Игорь Владимирович Ахремчик)  (Sant Petersburg, 18 d'octubre de 1933 - Sant Petersburg, 1990) fou un remer rus, que va competir sota bandera soviètica durant les dècades de 1950 i 1960.
El 1960 va prendre part en els Jocs Olímpics d'Estiu de Roma, on guanyà la medalla de bronze en la prova del quatre sense timoner del programa de rem. Formà equip amb Yuri Bachurov, Valentin Morkovkin i Anatoly Tarabrin.
En el seu palmarès també destaca una medalla de plata al Campionat d'Europa de rem de 1961.